# بروس ديكنسون
بول بروس ديكنسون (بالإنجليزية: Bruce Dickinson)‏ الشهير ببروس ديكنسون (وُلد في 7 أغسطس 1958 في نوتنغهامشير) هو موسيقي ومغن مؤلف وملحن وطيار ومذيع إنجليزي.

## وصلات خارجية
- الموقع الرسمي
- بروس ديكنسون على موقع IMDb (الإنجليزية)
- بروس ديكنسون على موقع ألو سيني (الفرنسية)
- بروس ديكنسون على موقع ميوزك برينز (الإنجليزية)
- بروس ديكنسون على موقع أول موفي (الإنجليزية)
- بروس ديكنسون على موقع قاعدة بيانات الأفلام السويدية (السويدية)
- بروس ديكنسون على موقع إن إن دي بي (الإنجليزية)
- بروس ديكنسون على موقع أول ميوزيك (الإنجليزية)
- بروس ديكنسون على موقع ديسكوغز (الإنجليزية)
- بروس ديكنسون على موقع قاعدة بيانات الفيلم (الإنجليزية)
- بروس ديكنسون على موقع كينوبويسك (الروسية)